# Alyssa Barlow
Alyssa Katherine Nicole Barlow (Elgin, Illinois, 4 de enero de 1982) es una artista musical estadounidense, bajista y tecladista del grupo de Rock Cristiano, BarlowGirl. También es vocalista de la banda, puesto que comparte con su hermana menor, Lauren. Junto con Becca, la hermana mayor, han publicado 6 álbumes juntas siendo el reciente Our Journey... So Far.